# Seznam narodnih herojinj Jugoslavije
Seznam žensk, ki so prejele odlikovanje narodnega heroja Jugoslavije.

## Seznam
- Jelisaveta Andrejević Aneta (1923 - 1943), za narodnega heroja proglašena 9. oktobra 1953.
- Vera Aceva (1919 - 2006), z redom narodnega heroja odlikovana 27. novembra 1953.
- Spasenija Cana Babović (1908 - 1977), z redom narodnega heroja odlikovana 5. julija 1952.
- Rajka Baković (1920 - 1941), za narodnega heroja proglašena 24. julija 1953.
- Olga Ban (1926 - 1943), za narodnega heroja proglašena 26. septembra 1973.
- Malči Belič (1908 - 1943), za narodnega heroja proglašena 27. novembra 1953.
- Anka Berus (1903 - 1980), z redom narodnega heroja odlikovana 24. julija 1953.
- Vera Blagojević (1920 - 1942), za narodnega heroja proglašena 6. julija 1953.
- Persa Bosanac (1922 - 1943), za narodnega heroja proglašena 23. julija 1952.
- Milka Bosnić (1928 - 1944), za narodnega heroja proglašena 17. maja 1974.
- Marija Bursać (1921 - 1943), za narodnega heroja proglašena 15. oktobra 1943.
- Anka Butorac (1905 - 1942), za narodnega heroja proglašena 14. decembra 1949.
- Marija Vidović Abesinka (1924 - 1942), za narodnega heroja proglašena 27. novembra 1953.
- Rada Vranješević (1918 - 1944), za narodnega heroja proglašena 5. julija 1951.
- Đina Vrbica (1913 - 1943), za narodnega heroja proglašena 24. julija 1953.
- Majda Vrhovnik (1922 - 1945), za narodnega heroja proglašena 5. julija 1951.
- Milica Vučetić (1920 - 1944), za narodnega heroja proglašena 27. novembra 1953.
- Milica Vučinić (1921 - 1943), za narodnega heroja proglašena 13. julija 1953.
- Ljubica Gerovac (1919 - 1942), za narodnega heroja proglašena 27. novembra 1953.
- Božidarka Damjanović-Marković Kika (1920 - 1996), z redom narodnega heroja odlikovana 9. oktobra 1953.
- Nada Dimić (1923 - 1942), za narodnega heroja proglašena 7. julija 1951.
- Đuka Dinić (1913 - 1943), za narodnega heroja proglašena 6. julija 1945.
- Rezka Dragar (1913 - 1941), za narodnega heroja proglašena 15. julija 1952.
- Dara Dragišić (1921 - 1944), za narodnega heroja proglašena 9. oktobra 1953.
- Andreana Družina Olga (1920 - 2021), z redom narodnega heroja odlikovana 22. julija 1953.
- Kata Dumbović-Kovačić (1903 - 1941), za narodnega heroja proglašena 20. decembra 1951.
- Ovadija Estreja Mara (1922 - 1944), za narodnega heroja proglašena 11. oktobra 1953.
- Savka Javorina-Vujović (1918 - 2002), z redom narodnega heroja odlikovana 9. oktobra 1953.
- Vida Janežić Vilma Lučka (1914 - 1944), za narodnega heroja proglašena 22. julija 1953.
- Ravijojla Janković Rava (1919 - 1944), za narodnega heroja proglašena 20. decembra 1951.
- Lizika Jančar Majda (1919 - 1943), za narodnega heroja proglašena 27. novembra 1953.
- Olga Jovičić (1920 - 1942), za narodnega heroja proglašena 20. decembra 1951.
- Vera Jocić (1923 - 1944), za narodnega heroja proglašena 20. decembra 1951.
- Elpida Karamandi (1920 - 1942), za narodnega heroja proglašena 11. oktobra 1951.
- Milka Kerin Pohorska (1923 - 1944), za narodnega heroja proglašena 21. julija 1953.
- Slava Klavora (1921 - 1941), za narodnega heroja proglašena 27. novembra 1953.
- Milanka Kljajić (1924 - 1943), za narodnega heroja proglašena 27. novembra 1953.
- Dragica Končar (1915 - 1942), za narodnega heroja proglašena 23. julija 1952.
- Fana Kočovski-Cvetković (1927 - 2004), z redom narodnega heroja odlikovana 9. oktobra 1953.
- Danila Kumar Andreja (1921 - 1944), za narodnega heroja proglašena 20. decembra 1951.
- Milka Kufrin (1921 - 2000), z redom narodnega heroja odlikovana 23. julija 1953.
- Antonija Kuclar (1896 - 1942), za narodnega heroja proglašena 21. julija 1953.
- Radojka Lakić (1917 - 1941), za narodnega heroja proglašena 8. avgusta 1945.
- Vahida Maglajlić (1907 - 1943), za narodnega heroja proglašena 20. decembar 1951.
- Zagorka Malivuk (1919 - 1942), za narodnega heroja proglašena 27. novembra 1953.
- Albina Mali-Hočevar (1925 - 2000), z redom narodnega heroja odlikovana 13. septembra 1952.
- Sonja Marinković (1916 - 1941), za narodnega heroja proglašena 25. oktobra 1943.
- Danica Materić (1921 - 1943), za narodnega heroja proglašena 27. novembra 1953.
- Anka Matić Grozda (1918 - 1944), za narodnega heroja proglašena 2. oktobra 1953.
- Nada Matić (1924 - 1944), za narodnega heroja proglašena 6. julija 1953.
- Jelica Mašković Jeja (1924 - 1942), za narodnega heroja proglašena 20. decembra 1951.
- Pavla Mede Katarina (1919 - 1943), za narodnega heroja proglašena 20. decembra 1951.
- Danica Milosavljević (1925 - 2018), z redom narodnega heroja odlikovana 6. julija 1953.
- Rada Miljković (1917 - 1942), za narodnega heroja proglašena 6. julija 1953.
- Vukica Mitrović (1912 - 1941), za narodnega heroja proglašena 9. maja 1945.
- Vukosava Mićunović (1921 - 2016), z redom narodnega heroja odlikovana 10. julija 1952.
- Vera Miščević (1925 - 1944), za narodnega heroja proglašena 27. novembra 1953.
- Nada Naumović (1922 - 1941), za narodnega heroja proglašena 20. decembra 1951.
- Mara Naceva (1920 - 2013), z redom narodnega heroja odlikovana 27. novembra 1953.
- Ljubica Odadžić (1914 - 1942), za narodnega heroja proglašena 26. septembra 1953.
- Dobrila Ojdanić (1919 - 1995), z redom narodnega heroja odlikovana 10. julija 1953.
- Drinka Pavlović (1919 - 1943), za narodnega heroja proglašena 06. julija 1953.
- Milica Pavlović Dara (1915 - 1944), za narodnega heroja proglašena 14. decembra 1949.
- Anka Pađen (1924 - 1945), za narodnega heroja proglašena 20. decembra 1951.
- Ibe Palikuća (1927 - 1944), za narodnega heroja proglašena 8. oktobra 1953.
- Katarina Patrnogić (1921 - 1971), z redom narodnega heroja odlikovana 27. novembra 1953.
- Kata Pejnović (1899 - 1966), za narodnega heroja proglašena 3. juna 1968.
- Olga Petrov (1921 - 1942), za narodnega heroja proglašena 27. novembra 1953.
- Smilja Pokrajac (1920 - 1943), za narodnega heroja proglašena 20. decembra 1951.
- Ljubica Popović (1921 - 1942), za narodnega heroja proglašena 12. julija 1949.
- Dragica Pravica (1919 - 1942), za narodnega heroja proglašena 8. juna 1945.
- Nada Purić (1903 - 1941), za narodnega heroja proglašena 6. julija 1953.
- Jovanka Radivojević Kica (1922 - 1943), za narodnega heroja proglašena 6. julija 1953.
- Lepa Radić (1925 - 1943), za narodnega heroja proglašena 20. decembra 1951.
- Darinka Radović (1896 - 1943), za narodnega heroja proglašena 9. oktobra 1953.
- Vera Radosavljević Nada (1922 - 1943), za narodnega heroja proglašena 5. julija 1951.
- Anđa Ranković (1909 - 1942), za narodnega heroja proglašena 6. julija 1953.
- Zorka Regancin Ruška (1921 - 1944), za narodnega heroja proglašena 27. novembra 1953.
- Sofija Ristić (1900 - 1944), za narodnega heroja proglašena 9. oktobra 1953.
- Mira Svetina (1915 - 2007), z redom narodnega heroja odlikovana 27. novembra 1953.
- Silvira Tomazini (1913 - 1942), za narodnega heroja proglašena 27. novembra 1953.
- Vida Tomšič (1913 - 1998), z redom narodnega heroja odlikovana 27. novembra 1953.
- Radmila Trifunović (1919 - 1943), za narodnega heroja proglašena 27. novembra 1953.
- Ivanka Trohar (1923 - 1944), za narodnega heroja proglašena 24. julija 1953.
- Jelena Ćetković (1916 - 1943), za narodnega heroja proglašena 5. julija 1952.
- Tončka Čeč Olga (1896 - 1943), za narodnega heroja proglašena 21. julija 1953.
- Lidija Šentjurc (1911 - 2000), z redom narodnega heroja odlikovana 27. novembra 1953.
- Majda Šilc (1923 - 1944), za narodnega heroja proglašena 19. juna 1945.
- Radmila Šišković (1923 - 1943), za narodnega heroja proglašena 20. decembra 1951.
- Mihaela Škapin Drina (1924 - 1943), za narodnega heroja proglašena 4. septembra 1953.
- Milka Šobar Nataša (1922 - 1943), za narodnega heroja proglašena 20. decembra 1951.